# Heuchin
Heuchin è un comune francese di 490 abitanti situato nel dipartimento del Passo di Calais nella regione dell'Alta Francia.

## Storia

### Simboli
Lo stemma adottato dall'amministrazione comunale riprende il blasone della famiglia De Croix d'Heuchin (d'argento, alla croce d'azzurro, alla bordura spinata di rosso) ma con gli smalti modificati per  brisura.
I curatori dell'Armorial du Pas-de-Calais avevano proposto uno stemma d'argento, seminato di biglietti di nero, al leone dello stesso, attraversante sul tutto, proprio della famiglia D'Heuchin, ma questa versione non è mai stata adottata.

## Società

### Evoluzione demografica
Abitanti censiti